# Геологічний факультет Львівського національного університету імені Івана Франка
Геологічний факультет є структурним підрозділом Львівського національного університету ім. Івана Франка і покликаний провадити фундаментальну підготовку спеціалістів у галузі геології.

## Заснування та історія факультету

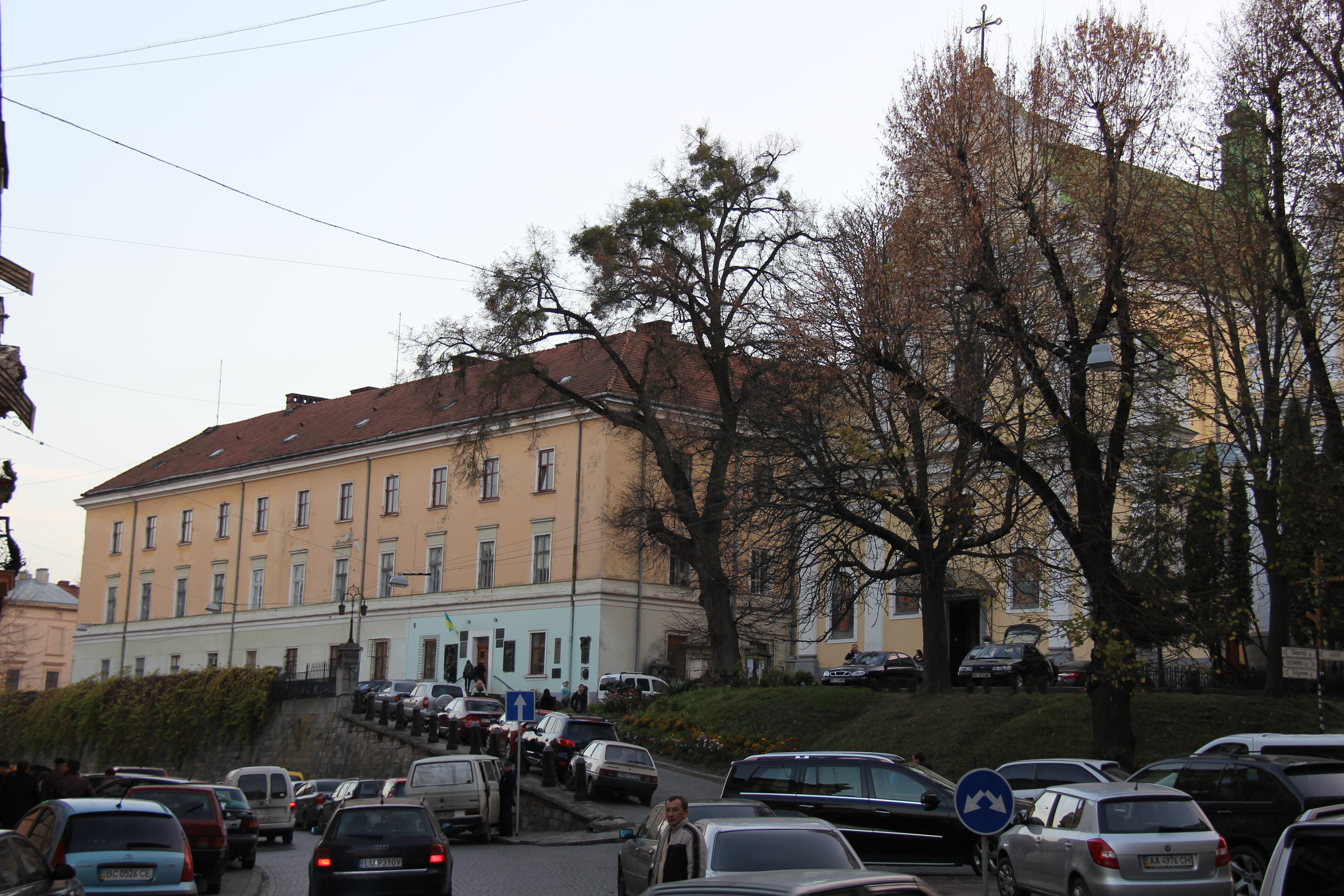
Будівля геологічного факультету

В історії факультету виділяють п'ять періодів:
1. польський (1661–1772)
2. австро-угорський (1772–1918)
3. польський (1919–1939)
4. радянський (1939–1991)
5. сучасний (з 1991)

### Польський період
Понад півстолітня історія геологічного факультету бере початок з розвитку філософсько-природничих наук в університеті, а саме — це час появи у 1852/53 навчальному році першої структурної одиниці геологічного профілю — мінералогічного музею. Слід зазначити, що є відомості про наявність мінералогічних зібрань ще в часи єзуїтської академії. Наприклад, у матеріалах, присвячених 250-літньому ювілею Львівського університету, зазначено, що на час заснування Корпусу геологічного факультету університету були наявні такі важливі природничі об'єкти, як астрономічна обсерваторія та ботанічний сад, мінералогічні зібрання. Цей факт не виключає можливості читання деяких геологічних дисциплін і проведення наукових досліджень у цій галузі вже в той час. Тому початок геологічних досліджень у Львівському університеті, можливо, є значно давнішим.

### Австро-угорський і польський періоди
Розвиток геології у Львівському університеті пов'язаний з діяльністю трьох кафедр геологічного профілю, відкритих на філософському факультеті. Першою було засновано у 1864 році кафедру мінералогії, яку в різні роки очолювали такі відомі вчені, як професори Фердінанд Циркель, Ф. Крейтц і Юліан Медвецький. Другою у 1905 році відкрито кафедру геології, керівником якої став відомий дослідник з нафтової геології професор Рудольф Зубер. У 1922 році в університеті була організована друга у світі кафедра кристалографії, очолювана професором 3. Вейбергом. Подальша історія розвитку геології у Львівському університеті припадає на час існування природничо-математичного факультету, що був виділений з філософського факультету у 1924 році. До складу цього факультету увійшли три вище вказані кафедри геологічного профілю, якими в різні роки керували: професори З. Вейберг, Ю. Токарський і К. Смуліковський (мінералогії); В. Рогаля (геології), З. Вейберг і Г. Хробак (кристалографії), а також новостворена кафедра палеонтології, яку очолювали професори Ю. Сємірадський і Я. Самсонович. Названі професори разом з професорами В. Тейсере, Б. Кокошинською, З. Паздро та іншими доклали чимало зусиль для становлення та розвитку загальної геології, тектоніки, мінералогії, петрографії, кристалографії, палеонтології.

### Радянський період
Геологічний факультет Львівського університету створено у 1945 році. У перші роки існування він розмістився у двох корпусах: в університетському будинку на вул. Святого Миколая, 4 (тепер вул. Грушевського) приміщення займали кафедри мінералогії, кристалографії та петрографії, а в корпусі, збудованому для хімічного, геологічного та фізичного відділів, по вул. Длугоша, 6 (тепер вул. Кирила і Мефодія) приміщення належали кафедрам загальної геології; історичної геології і палеонтології; геології СРСР. У п'ятдесяті роки всі кафедри факультету розмістилися у будинку на вул. Грушевського, 4, в якому й сьогодні займають перший та другий поверхи та частину підвальних приміщень.
У перші роки становлення факультету до Львова прибула група талановитих геологів зі східних областей України та Російської Федерації. Багато з них згодом стали видатними вченими, деякі очолили факультет і кафедри.
Ініціатором створення геологічного факультету був випускник Харківського університету, доцент, заступник декана і декан геологічного факультету Воронезького державного університету, а в роки Другої Світової війни старший науковий співробітник Уральського філіалу АН СРСР професор Євген Костянтинович Лазаренко.
Він обіймав посаду декана факультету до 1949 року, згодом призначений на посаду проректора (до 1951 року), а потім і ректора (до 1963 року) Львівського університету.
Надалі факультет очолювали представники Московського геологорозвідувального інституту, професори М. Л. Єрмаков (1949—1952) і В. М. Козеренко (1952—1958), а також випускники факультету доценти Л. І. Колтун (1958—1965, 1969—1971), Ю. П. Пекун (1965—1969), І. О. Марушкін (1971—1974), Ю. Ф. Мисник (1973—1980), професор О. І. Матковський (1980—1996).

### Сучасний період
За наказом ректора Львівського державного університету імені Івана Франка № 116 від 9 серпня 1945 року засновано окремий структурний підрозділ університету — геологічний факультет у складі семи кафедр, які тоді розміщувались у двох корпусах: в будинку на вул. св. Миколая, 4, та у корпусі на вул. Длугоша, 6.
З 1996 року обов'язки декана виконував випускник факультету доцент Ю. І. Федоришин.
З 1998 по 2003 роки деканом факультету був професор Р. Й. Лещух.
З 18 листопада 2003 по 6 квітня 2004 року обов'язки декана виконував доцент В. В. Фурман.
Деканом геологічного факультету з 7 квітня 2004 року призначено завідувача кафедри корисних копалин, доктора геологічних наук Павлуня М. М.
17 травня 2011 року деканом призначено В. В. Фурмана.

## Декани факультету
Список деканів геологічного факультету з 1945 року до тепер
- Лазаренко Є. К. (1945—1949)
- Єрмаков М. Л. (1949—1952)
- Козеренко В. М. (1952—1958)
- Колтун Л. І. (1958—1965), (1969—1971)
- Пекун Ю. П. (1965—1969)
- Марушкін І. О. (1971—1973)
- Мисник Ю. Ф. (1973—1980)
- Матковський О. І. (1980—1996)
- Федоришин Ю. І. (в.о. 1996—1998)
- Лещух Р. Й. (1998—2003)
- Фурман В. В. (в.о. 2003—2004, з 17 травня 2011)
- Павлунь М. М. (2004—2011)

## Структура факультету[1]
У складі геологічного факультету є сім кафедр:

### Кафедра мінералогії
Це найстаріша кафедра геологічного факультету. Вона була утворена на філософському факультеті Львівського університету у 1864 році. Її засновником і першим завідувачем був основоположник мікроскопічного методу в мінералогії і петрографії професор Фердінанд Ціркель, який у 1863—1868 роках уперше почав читати окремо курси мінералогії, петрографії і вчення про рудні родовища. Після професора Ціркеля короткий час (1868—1870) кафедру мінералогії за сумісництвом очолював зоолог за фахом професор Максиміліан Герман Шмідт, який у цей час був ректором університету. Його змінив доктор філософії за спеціальністю мінералогія Фелікс Крейц, який керував кафедрою з 1870 до 1887 року і був директором Мінералогічного музею, одночасно у 1874—1875 роках — декан філософського факультету. З 1871 року, згідно з найвищим розпорядженням цісаря Франца Йосифа I, він почав викладання геологічних дисциплін польською мовою. Він розширив обсяг геологічних дисциплін, продовжував читати окремо курс мінералогії і петрографії, займався мінералого-петрографічними дослідженнями магматичних та осадових порід і пов'язаних з ними родовищ корисних копалин (нафти, солей тощо) Карпат та інших регіонів. Професор Крейц доклав чимало зусиль для реорганізації і розширення Мінералогічного музею, збагатив його колекцію привезеними ним з подорожей зразками мінералів і гірських порід. Після переїзду Фелікса Крейца до Ягеллонського університету, з 1887 по 1889 роки кафедрою мінералогії завідував професор Юліан Медвецький, учень знаменитого геолога Едварда Зюсса. Він відомий працями з мінералогії та геології Карпат і Передкарпаття, а також виданням підручників з петрографії й мінералогії. Його тричі обирали ректором Львівської політехніки. 

Колекція мінералів кафедри (фрагмент).

Колекція мінералів кафедри (фрагмент).

Після нього, понад 25 років (1889—1925) кафедру очолював геолог-палеонтолог за фахом професор Еміль Дуніковський, який у 1891—1892 роках був деканом філософського факультету. Він читав курси петрографії, мінералогії, історичної геології, корисних копалин, геології Карпат і Галичини. Він брав участь у складанні геологічного атласу Галичини. До організації у 1905 році на філософському факультеті кафедри геології, кафедра мінералогії забезпечувала викладання всіх геологічних дисциплін і проведення різнопрофільних наукових досліджень (мінералогічних, петрографічних, палеонтологічних, загальногеологічних тощо). Мінералогічні дослідження і наукова робота кафедри значно активізувалися після організації природничо-математичного факультету. Цьому сприяв професор Зигмунд Вейберг, який у 1922 році заснував і очолив кафедру кристалографії (другу у світі після кафедри кристалографії, заснованої в 1905 році професором Федоровим у Санкт-Петербурзькому гірничому інституті). Одночасно, з 1925 по 1933 роки він був завідувачем кафедри мінералогії і петрографії — так тоді називалась кафедра мінералогії.
З 1933 по 1939 рік кафедрою мінералогії і петрографії завідував професор Юліан Токарський, відомий педагог і дослідник у галузі мінералогії та петрографії. Він виховав велику плеяду молодих талановитих кадрів і сформував відому мінералого-петрографічну школу, з якої вийшло багато його учнів і співробітників: Марія Гамерська-Віткевічова, Казимир Смуліковський, Мар'ян Каміньский, Марія Тарсун-Моравська, Стефан Біскупський, Збігнєв Токарський, Гелена Гавіньська та інші.
Після окупації Галичини військами червоної армії, з вересня 1939 року до червня 1941, на природничо-математичному факультеті створено низку відділів, у тому числі і геологічний, до складу якого увійшла і кафедра мінералогії та петрографії. Її очолив учень Ю. Токарського, професор Стефан Біскупський, який одночасно був деканом факультету. З початком німецько-радянської війни діяльність Львівського університету була офіційно припинена, хоча продовжував діяти так званий «підпільний університет» — викладачі приватно читали студентам лекції, а на кафедрі геології професор Войцех Рогаля переховував підпільників АК і зброю.
У 1944 році діяльність університету була відновлена і організовано геолого-географічний факультет, до складу якого ввійшла кафедра мінералогії та петрографії. Її очолив професор Казимир Смуліковський — видатний польський учений-академік, відомий дослідник у галузі петрографії і мінералогії, автор понад 110 наукових праць, відкривач нового мінералу в Карпатах, названого сколітом. Цього ж 1944 року у Львівському університеті почав працювати молодий доцент Євген Лазаренко. Саме з його ініціативи у 1945 році створено геологічний факультет, який об'єднав сім кафедр. Кафедру мінералогії очолив сам Євген Лазаренко (він же був і деканом факультету з 1945 по 1949), а новостворену кафедру петрографії — професор Володимир Соболєв. Під керівництвом Євгена Лазаренка розгорнулась інтенсивна підготовка молодих кадрів геологічного профілю, в тім числі мінералогів і геохіміків (кафедра стала випусковою), розпочалося вивчення мінералогії УРСР, особливо західних областей. Після переїзду професора Лазаренка до Києва, кафедрою мінералогії завідували його учні: у 1969—1974 — доцент Ангеліна Ясинська, 1974—1999 — професор Орест Матковський, який з 1980 по 1996 роки очолював геологічний факультет. У 1999—2000 навчальному році обов'язки завідувача кафедри виконував доцент Петро Білоніжка, а з 2000 року кафедру очолює доцент Леонід Скакун.